# SBTRKT
SBTRKT (lê-se "subtract") é um projeto musical liderado por Aaron Jerome. SBTRKT remixou músicas de artistas como MIA, Radiohead, Modeselektor, Basement Jaxx, Mark Ronson e Underworld. Também lançou singles, EPs e um álbum auto-intitulado. A sua música tem sido colocada em rotação pela BBC Radio 1 e BBC Radio 6 Music.
SBTRKT também se apresentou ao vivo frequente com o colaborador Sampha. O show ao vivo em 2012 consistiu de Jerome utilizando bateria, sintetizadores e efeitos eletrônicos e acústicos com Sampha tocando dois teclados e cantando.
A razão de Jerome usar um título para o projeto, em oposição ao seu próprio nome é o de apoiar o conceito de anonimato. Jerome explicou "[Eu] prefiro não falar de mim como pessoa, e deixar a música falar por si.  O nome SBTRKT está me levando para longe de todo esse processo. Eu não sou uma pessoa social, de modo a ter falar com DJs para fazê-los tocar uma música não é algo que eu quero fazer. É mais sobre dando-lhes um música como uma pessoa anônima e ver se eles gostam ou não. Se eles tocam, eles tocaram".
Para apoiar ainda mais o anonimato de SBTRKT, o músico usa máscaras feitas pela Hidden Place.

## Discografia

### Álbuns de estúdio
- SBTRKT (2011) - Young Turks
- Wonder Where We Land (2014) - Young Turks

### EPs
- 2010: 2020 (Brainmath Records)
- 2010: Step In Shadows (Young Turks)

### Outros
- 2009: "LAIKA" (Brainmath Records)
- 2013: Live (with Sampha) - Young Turks
- 2013: IMO (da compilação "the Young Turks 2013") - Young Turks

### Singles
- Break Off/Evening Glow (com Sampha) (2010) - Ramp Recordings
- Midnight Marauder (com Sinden) (2010) - Grizzly
- Soundboy Shift (2010) - Young Turks
- Nervous (com Jessie Ware) (2010) - Numbers
- Living Like I Do  (com Sampha) (2011, 12" Ltd) - Young Turks
- Ready Set Loop / Twice Bitten (2011, 12" Ltd, Gre) - SBTRKT
- Wildfire (com Yukimi Nagano do Little Dragon) (2011, 12" Ltd) - Young Turks
- Hold On (com Sampha)  (2012, 12" Ltd) - Young Turks